# Caius Manlius Valens
Pour les articles homonymes, voir Valens (homonymie).
Caius Manlius Valens est un sénateur romain du Ier siècle, consul éponyme en 96 sous Domitien.

## Biographie
Il est né en l'an 6, pendant le règne d'Auguste.
En 51/52, sous Claude, il est légat d'une légion en Bretagne, peut-être la legio II Augusta ou la legio XX Valeria Victrix, et il est lourdement défait par les Silures. Sa carrière est retardée par ce revers.
En 67, l'empereur Néron lui confie le commandement de la nouvelle legio I Italica, basée en Gaule lyonnaise, alors qu'il a plus de 60 ans. En 69, il se déclare farouchement partisan de Vitellius, mais ce dernier ne lui octroie aucune marque de faveur, car Fabius Valens l'a dénigré auprès de lui. Fabius Valens est alors l'un des deux généraux de Vitellius et voit peut-être en Manius Valens un concurrent. Il combat probablement aux deux batailles de Bedriacum, la legio I Italica prenant part avec certitude à la deuxième. La première se déroule en avril et voit les forces de Vitellius emporter la victoire sur celles d'Othon, et la deuxième en octobre où elles sont vaincues par celles de Vespasien, qui devient empereur romain fin décembre. À la suite de l'avènement des Flaviens contre lesquels il a combattu, il s'est probablement retiré de la vie publique.
En l’an 96, la dernière année du règne de Domitien, à l'âge de 90 ans, il est consul éponyme aux côtés de Caius Antistius Vetus. Il meurt quelques jours après son consulat.
Ces trois références à lui en 51-52, 67-69 et 96 ne prouvent pas qu'il s'agit d'une seule et unique personne, mais c'est probablement le cas,.